# Conio.h
conio.h es un archivo de cabecera escrito en C usado mayormente por los compiladores de MS-DOS para proveer un sistema de E/S por consola. Éste no es parte de la biblioteca estándar de C o ISO C, ni está definida por POSIX.
Esta cabecera declara varias funciones útiles para mejorar el rendimiento de la «entrada y salida por consola» desde un programa. La mayoría de los compiladores de C creados para DOS, Windows 3.x, Phar Lap, DOSX, OS/2, o Win32 tienen esta biblioteca y suministran las funciones de la biblioteca asociadas en la biblioteca por defecto de C. La mayoría de los compiladores C creados para UNIX y Linux no tienen esta biblioteca y no suministran las funciones de esta biblioteca. Algunos sistemas embebidos usan una biblioteca compatible.
Las funciones de biblioteca declaradas por conio.h varían ligeramente dependiendo el compilador. Originalmente implementada en Lattice C, las funciones eran mapeadas directamente a las primeras pocas funciones INT 21H de DOS. La biblioteca provista por Borland Turbo C no usaba la DOS API pero accedía a la memoria de vídeo directamente para la salida y usaba llamadas de interrupción de la BIOS. Esta biblioteca contiene funciones adicionales inspiradas en las funciones de Turbo Pascal.
Los compiladores creados para sistemas no-DOS, como Linux o OS/2, proveen soluciones similares, y en ocasiones, más potentes; la biblioteca de UNIX curses es muy común en este entorno. Otro ejemplo es la biblioteca SyncTERM. La versión de conio.h hecha por DJ Delorie para el GO32 es particularmente extensa.
| Función | Descripción                                                                               |
| ------- | ----------------------------------------------------------------------------------------- |
| kbhit   | Determina si una tecla del teclado ha sido presionada                                     |
| getch   | Lee un carácter directamente de la consola sin hacer uso del buffer, y sin mostrar salida |
| getche  | Igual que getch, pero muestra la salida                                                   |
| ungetch | Pone un carácter de vuelta al buffer de teclado                                           |
| cgets   | Lee una cadena de texto directamente de la consola                                        |
| cscanf  | Lee valores formateados directamente de la consola                                        |
| putch   | Escribe un carácter directamente en la consola                                            |
| cputs   | Escribe una cadena de texto directamente desde la consola                                 |
| cprintf | Formatea valores y los escribe directamente a la consola                                  |